# Pendent

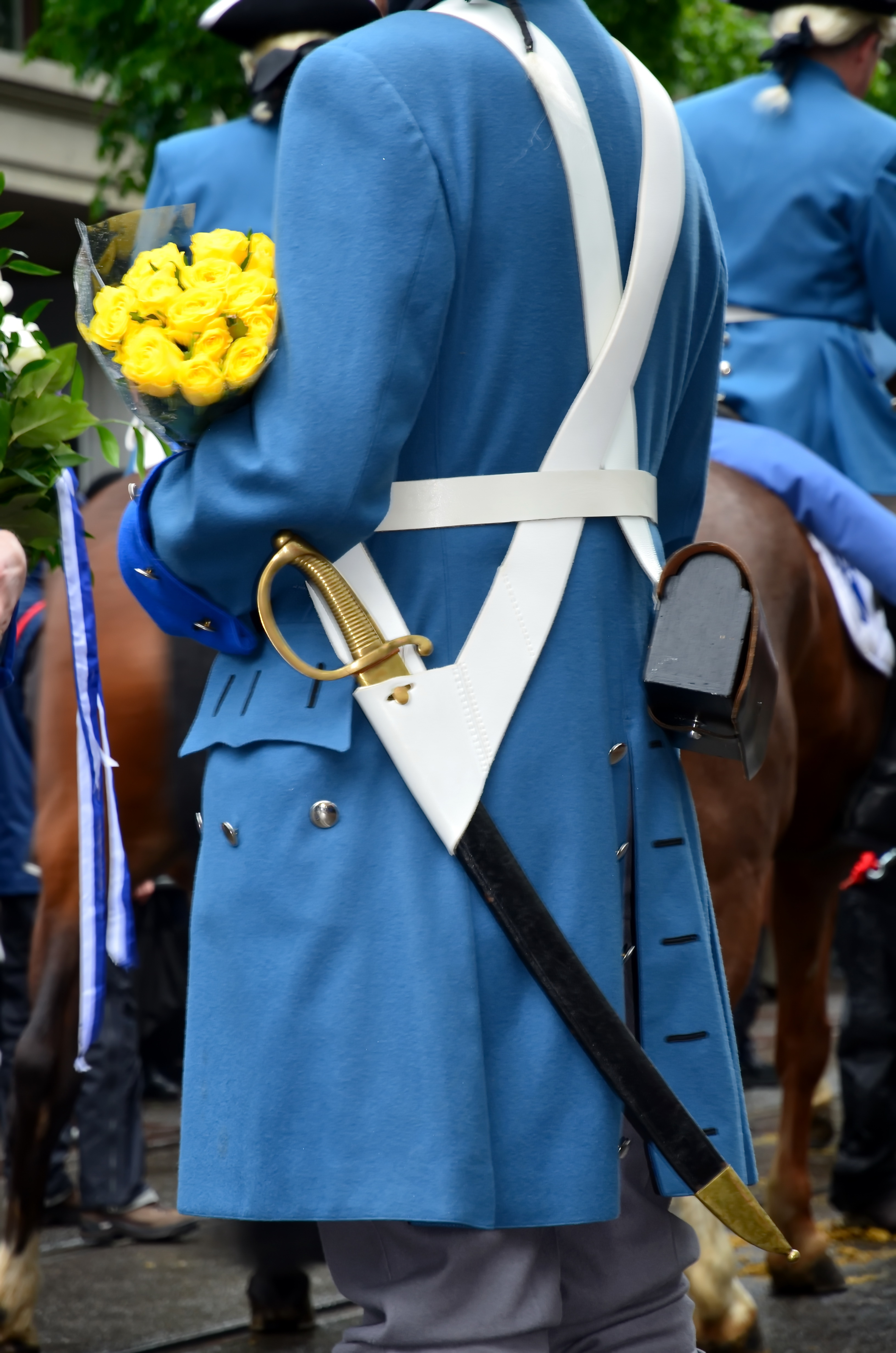
Tasak piechoty noszony w pendencie

Pendent (od fr. pendant – wiszący) – pas noszony przez ramię (skośnie w poprzek tułowia), służący do przenoszenia bocznej broni białej.